# 페피콘 ZH역
페피콘 ZH역(Pfäffikon ZH)은 스위스 취리히주와 페피콘에 있는 기차역이다. 역은 에프레티콘-한빌 철도 노선에 있으며, 취리히 S-반 서비스 S3의 중간 정류장이다. 성수기에는 S-반 서비스 S19의 외부 터미널 역할도 한다.

## 역사
페피콘 ZH역은 에프레티콘과 힌빌을 연결하는 철도 노선이 개통된 1876년에 개업했다.
역은 페피콘의 도심 중심부에 위치해 있다. 트랙을 통해 2대가 액세스하는 두 개의 측면 플랫폼이 있다. 또한, 또 다른 통과 트랙과 몇 개의 데드 트랙이 있다.
철도 용어로, 역은 에프레티콘- 힌빌선에 위치해 있다. 부수적인 철도는 페랄토르프에서 에프레티콘으로 가는 역과 힌빌 방향으로 가는 켐프텐역이다.

## 운행편
이 역에는 스위스 연방 철도의 차량이 정차한다.
- 취리히 S-반 통근 열망에 통합되어 있으며 취리히 S-반에 속하는 노선의 열차가 정차한다.
  - S3 (뷜라흐 –) 하르트브뤼케 – 취리히 HB – 에프레티콘 – 베치콘 
러시아워에 하르트브뤼케에서 뷜라흐까지 연장, 글라트브루크에서 논스톱으로 운행된다.
  - S19 ( 코블렌츠 – 바덴 – ) 디에티콘 – 취리히 HB – 취리히 외를리콘 – 에프레티콘 ( – 페피콘 ZH )